# Чхоллима-091
«Чхоллима-091» (кор. 천리마091호) — модель сочленённого троллейбуса, разработанная и производившаяся в Пхеньяне с 2009 по 2018 год. Она заменила устаревшие модели «Чхоллима Соннён» и двухосный «Чхоннёнджонви».

## Описание

### Общие сведения
Троллейбус был назван в честь мифического крылатого коня Чхоллимы. Работами по проектированию троллейбуса руководил инженер Рим Мен Сон, технический директор главного управления пассажирского транспорта Пхеньяна.

### Салон
В главной части троллейбуса находится две двери, в прицепе — одна. Средняя дверь используется только при высадке пассажиров на конечной остановке. Салон троллейбуса рассчитан на максимальную вместимость. Вдоль бортов находится ряд одиночных сидений, на надколёсных кожухах — сдвоенные посадочные места. Ради максимальной вместимости конструкторы отказались от накопительных площадок, мест для детских колясок и инвалидов (в отличие от более старых моделей, имевших двухместные ряды кресел и одну накопительную площадку). Рабочее место водителя троллейбуса сконструировано по европейскому образцу. Оно отделено от пассажирского салона напольным шкафом, внутри которого располагается электрооборудование. Отсутствие перегородки приводит к тому, что пассажиры могут отвлекать водителя в часы пик. В троллейбусах представлены сдвижные окна вместо форточек и вентиляторы, расположенные в салоне. На более поздних моделях установлены кондиционеры.
Журналист Константин Климов отмечает, что трёхдверная компоновка сочленённого троллейбуса, пригодная только на пригородных и челночных перевозках, свидетельствует о дефиците транспорта в Пхеньяне. Большинство элементов обшивки создано из металла. Лампы люминесцентного освещения салона, световая оптика, сиденья и панель приборов выполнены из пластика. Подножки дверей не изолированы, что может привести к поражению электрическим током.
У разных экземпляров представлены разные уровни низкопольности — бывают как высокопольные экземпляры, так и частично низкопольные. Кузов не имеет видимых сварных швов и обшит толстой листовой сталью. Окна открываются необычным образом — половина окна отодвигается в сторону, так что через окно спокойно можно выйти из троллейбуса; окна также выполняют роль отсутствующих на крыше вентиляционных люков. В троллейбусе имеются кондиционеры, а также для циркуляции воздуха под потолком установлены вентиляторы. По состоянию на ноябрь 2013 года имеется семнадцать разных схем окраски кузова. Для сравнения у Чхоллима-90 было только четыре схемы окраски, а у Чхоннёнджонви всего три.

## История создания и производства
Сборка первого прототипа проводилась в 2009 году. К тому времени в Пхеньяне выпускались быстро устаревающие троллейбусы «Чхоннёнджонви», а также сочленённые троллейбусы «Чхоллима Соннён», имеющие ряд недостатков, таких как крайне низкая износостойкость и неудачный дизайн кузова. Попытка вытеснить их высокопольной моделью «Чхоллима-032» провалилась.
Главными достоинствами новой модели являются низкая стоимость производства и низкое потребление электроэнергии (на 40% ниже, чем у «Чхоллима Соннён»).
Данная модель троллейбуса собирается полукустарным способом, темп выпуска составляет примерно 20 машин в год. За десять лет произведено около двухсот единиц. Комплектующие – на 80% китайского производства. Зачастую проблема с поставками комплектующих полностью останавливает производство на несколько недель. 
Эксплуатируются преимущественно в Пхеньяне, по несколько машин есть в Хамхыне и Чхонджине. Как минимум две машины сгорело, одна разбита в крупном ДТП с военным грузовиком.[значимость факта?]
Эксплуатация троллейбуса в первые годы была очень проблемной, модель являлась весьма "сырой", особенно было много проблем с электроникой (помимо проблем с устаревшей КС и скачками электроэнергии). Сейчас машины данной модели эксплуатируются относительно бесперебойно. 
Есть несколько троллейбусов со старой передней маской, особенно первых лет выпуска, которые отличаются высоким уровнем пола и другой панелью приборов. Часть троллейбусов после серьезных поломок ремонтируют в депо, заменяя современные агрегаты на старые, чтобы троллейбусы не стояли.